# Nagycsepely
Nagycsepely là một thị trấn thuộc hạt Somogy, Hungary. Thị trấn này có diện tích 19,8 km², dân số năm 2010 là 363 người, mật độ 18 người/km².